# Cereus estevesii
Cereus estevesii là một loài thực vật có hoa trong họ Cactaceae. Loài này được P.J.Braun mô tả khoa học đầu tiên năm 2004.